# Pasiones secretas
Pasiones secretas es una telenovela colombiana realizada por Caracol Televisión para la Cadena Uno en 1992, protagonizada por Ruddy Rodríguez y Danilo Santos, con las participaciones antagónicas de Edmundo Troya y Kristina Lilley, cuenta con las actuaciones estelares de Carlos Barbosa, Raquel Ércole, Vicky Hernández y la presentación estelar en las telenovelas de Carolina Sabino.

## Sinopsis
Con solo catorce años, María Alejandra Fonseca fue acusada y encarcelada quince años por matar a Enrique, el sujeto que supuestamente la violó. Mientras cumplía su condena, dio a luz una niña a la que llamó Alejandra. Ella le confió a su hermana, Delfina, el cuidado de su hija. La niña fue criada haciéndole creer que es hija de Delfina y de su esposo, el senador Samuel Estévez.
Después de quince años, Alejandra va en busca de su hermana y de su hija. Al encontrarlas, tanto Delfina como su esposo le niegan acercarse a la niña. 
Angustiada, María Alejandra busca trabajo y llega a la casa de doña Débora Medina, madre del hombre que la violó. Ella y su hijo Sebastián la acogieron con cariño sin saber su verdadera identidad. María Alejandra es cortejada por su amigo de la infancia, Camilo Casas, que a su vez es el rival político de Samuel Estévez, pero ella está enamorada de Sebastián y con quien después contrae matrimonio.
Fernando, el hijo de Enrique, se enamora de Alejandrita, con el riesgo de que puedan cometer incesto. Con el tiempo, María Alejandra irá descubriendo verdades, entre ellas, el verdadero asesino de Enrique y el sujeto que realmente la violó y embarazó.

## Elenco
- Ruddy Rodríguez .... María Alejandra Fonseca
- Danilo Santos .... Sebastián Medina
- Edmundo Troya .... Camilo Casas
- Carlos Barbosa .... Samuel Estévez
- Raquel Ércole .... Débora Medina
- Vicky Hernández .... Madre Eulalia
- Kristina Lilley .... Delfina Fonseca de Estévez
- José Luis Paniagua .... Joaquín Moncada
- Tulio Zuluaga .... Fernando
- Carolina Sabino .... Alejandra Estévez Fonseca
- Isabella Santodomingo .... Perla
- Julieta García .... Pachita
- Juan Carlos Arango
- Constanza Duque .... Gertrudis
- Luis Fernando Orozco .... Padre Fortunato
- Geraldine Zivic .... Teresa
- Luz Stella Luengas
- Gustavo Ángel .... Dr. Martín

## Versiones
- María Fernanda telenovela venezolana de 1981 producida por Venevisión. Fue protagonizada por Flor Núñez, Daniel Lugo y Alba Roversi.

- Prisionera fue la tercera versión realizada por Telemundo y R.T.I. en 2004. Fue protagonizada por Gabriela Spanic, Mauricio Islas/Gabriel Porras y Génesis Rodríguez.